# Turbinaria (cnidaire)
Pour l’article homonyme, voir  Turbinaria (algue) .
Genre
Turbinaria est un genre de coraux durs (ordre Scleractinia), de la famille des Dendrophylliidae.

## Liste des espèces
| Selon ITIS (6 décembre 2015) : - Turbinaria bifrons Brueggemann, 1877 - Turbinaria conspicua Bernard, 1896 - Turbinaria crater Pallas, 1766 - Turbinaria frondens Dana, 1846 - Turbinaria heronensis Wells, 1958 - Turbinaria irregularis Bernard, 1896 - Turbinaria mesenterina Lamarck, 1816 - Turbinaria mollis Bernard, 1896 - Turbinaria patula Dana, 1846 - Turbinaria peltata Esper, 1794 - Turbinaria radicalis Bernard, 1896 - Turbinaria reniformis Bernard, 1896 - Turbinaria stellulata Lamarck, 1816 | Selon World Register of Marine Species (24 octobre 2014) : - Turbinaria bifrons Brueggemann, 1877 - Turbinaria conspicua Bernard, 1896 - Turbinaria crater Pallas, 1766 - Turbinaria frondens Dana, 1846 - Turbinaria heronensis Wells, 1958 - Turbinaria irregularis Bernard, 1896 - Turbinaria mesenterina Lamarck, 1816 - Turbinaria patula Dana, 1846 - Turbinaria peltata Esper, 1794 - Turbinaria radicalis Bernard, 1896 - Turbinaria reniformis Bernard, 1896 - Turbinaria stellulata Lamarck, 1816 |

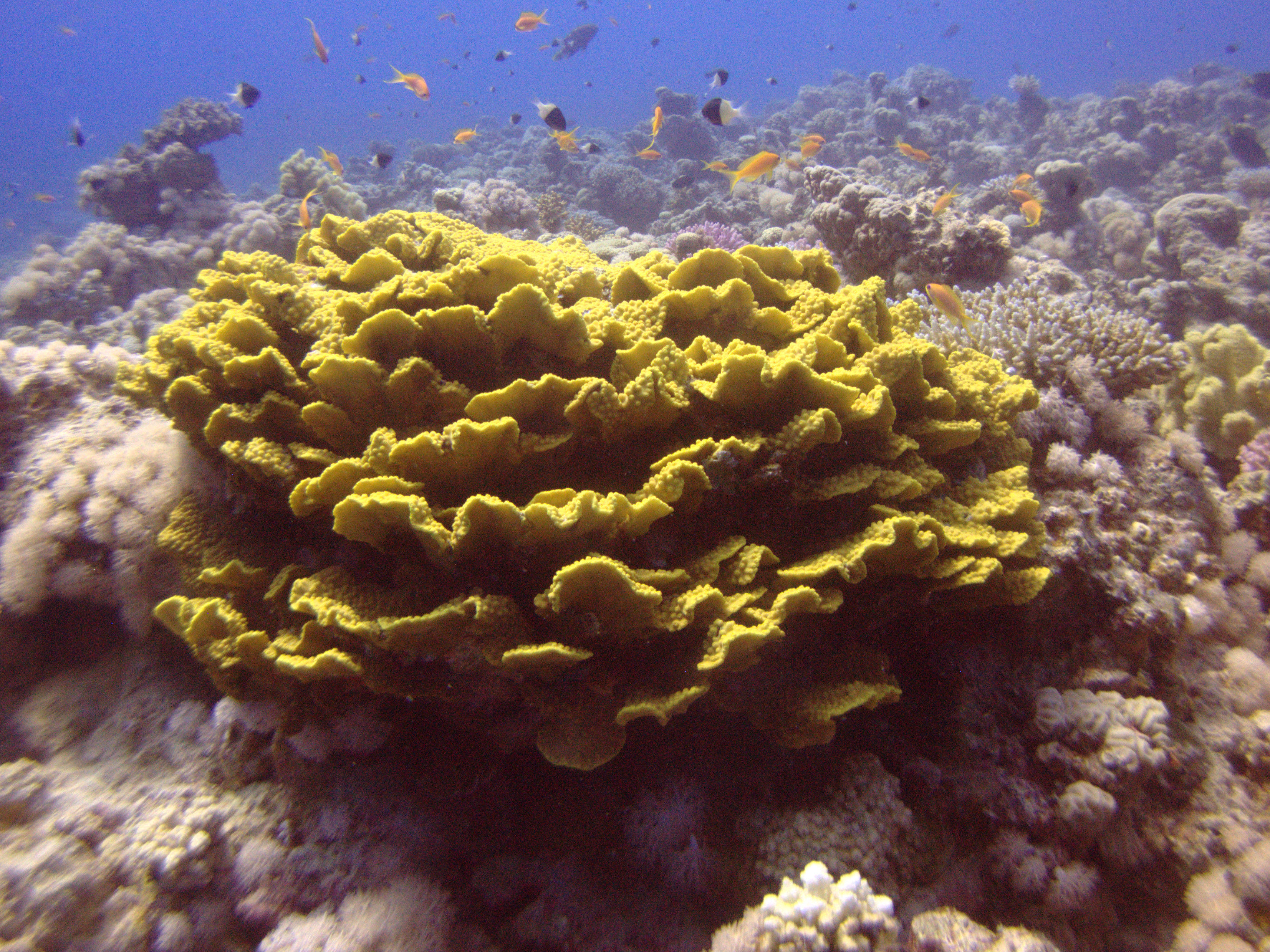
Turbinaria mesenterina
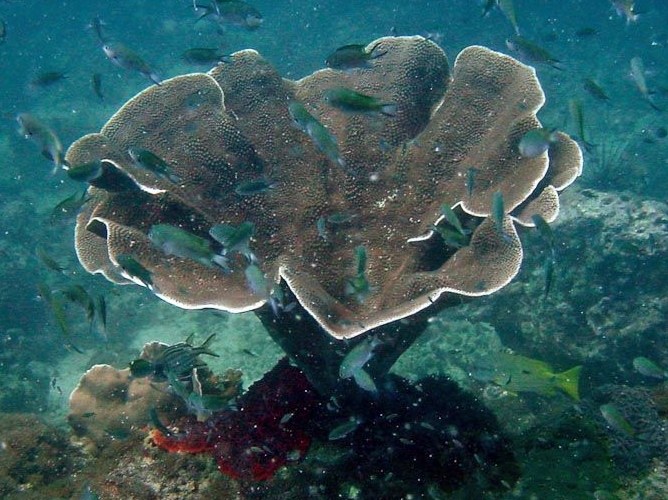
Turbinaria reniformis